# Балка Маячка
Балка Маячка — втрачена природоохоронна територія у Дніпропетровській області.
Вперше цей об'єкт згадується у розпорядженні виконкому Дніпропетровської обласної Ради депутатів трудящих від 14 листопада 1975 року № 388-р «Про затвердження пам'яток природи республіканського та обласного значення», додаток 2 пункт 2. Там об'єкт оголошується пам'яткою природи місцевого значення. Як місце розташування вказано: «Радгосп ім. Леніна, залізничний пост № 42». Керуюча організація: «радгосп ім. Леніна Дніпропетровського треста овочемолочних радгоспів». Опис при створенні: «Балка з пологими схилами, що вкрита степовою різнотравною та лікарською рослинністю: астрагал, горицвіт, звіробій та інші.»
Одночасно з Балкою Маячка, цим-же документом проголошуються пам'ятками природи і Ділянка балки Маячка та Вибалок балки Маячка — окремі природоохоронні об'єкти, що знаходяться неподалік об'єкту Балка Маячка, їх місцезнаходження: «Учгосп Самарський, залізничний пост № 42, перший південний вибалок» та «Учгосп Самарський, залізничний пост № 42, другий південний вибалок» відповідно. Їх площі теж по 5 га, описи аналогічні. Балка Маячка мала реєстраційний номер ППМ-77-557. Ділянка та вибалок балки Маячка мали номери ППМ-78-557 та ППМ-79-557 відповідно.
Наступна згадка — у рішенні виконкому Дніпропетровської обласної Ради депутатів трудящих від 9 жовтня 1979 року № 568 «Про створення державних заказників, охорону не мисливських птахів, рідкісних та зникаючих дикорослих і лікарських видів рослин», додаток 2 пункт 7. Там об'єкт оголошується державним заказником місцевого значення. Як місце розташування вказано: «радгосп ім. Леніна Дніпропетровського треста овочемолочних радгоспів», цьому-ж радгоспу і належить піклуватися об'єктом, згідно цього документу.
Одночасно з Балкою Маячка, цей документ також переводить до державних заказників і об'єкти Ділянка балки Маячка та Вибалок балки Маячка. Всі їх характеристики лишаються незмінними, окрім підпорядкування, тепер вони також підпорядковуються радгоспу ім. Леніна.
17 грудня 1990 року виконком Дніпропетровської обласної Ради народних депутатів ухвалив рішення № 469 «Про мережу територій та об'єктів природно-заповідного фонду області», в якому, у додатку 7 пункт 8 затвердив виключення Балки Маячка зі складу об'єктів ПЗФ області, у зв'язку з тим, що вона «знаходиться в зоні підтоплення шламонакопичувачів ПД ДРЕС». При цьому вказано, що об'єкт мав статус Державного ботанічного заказника місцевого значення, та площу 13,8 га. Вказується, що об'єкт сформовано рішенням № 568 від 9 жовтня 1979 року (тобто проміжних документів про злиття об'єктів чи зміну площі не було).
Питання про долю об'єктів-супутників залишається відкритим, адже їх не було скасовано цим документом, як і не було об'єднано з Балкою Маячка. Окремих документів про їх об'єднання чи скасування виявлено не було. Також не було знайдено і документів, що збільшують площу Балки Маячка з 5 га до 13,8 га.
Наведені в статті координати вказують на балку Кислячкова, якою протікає річка Маячка, і яка є сусідньою балковою системою з балкою Західна, яку було перетворено на шламосховище ПД ДРЕС, після її побудови у 1951 році, і яке стало причиною ануляції Балки Маячка як природоохоронного об'єкту. Можливо балку Кислячкова часом називають Балкою Маячка, за йменуванням річки, або Кислячкова — це стара назва яка вже забулася, проте жодні карти не згадують й існування балки з назвою Маячка. Точне місце знаходження скасованого заказника Балка Маячка невідоме. Якщо він знаходився поряд з річкою Маячка у балковій системі Кислячкова, то причина його анулювання через підтоплення шламосховищем ПД ДРЕС не може бути істинною, так як це сусідня балкова система і вододіл виключає можливість перетоку туди шламових вод. Також балкою Кислячкова прокладено залізницю, яка є основною приміською гілкою між Дніпром та Запоріжжям, підтоплення якої шламовими водами було б неприпустимим. Невідоме і розташування залізничного посту № 42, на цій гільці у цій зоні є пости 207 км та 212 км.
Також у цій балковій системі могли знаходитись інші втрачені природоохоронні об'єкти, точне місцезнаходження яких не відомо, відомо лише що вони були у цій, чи сусідніх балкових системах. Серед них: Ділянка цілинного степу, Балка Прибалок.

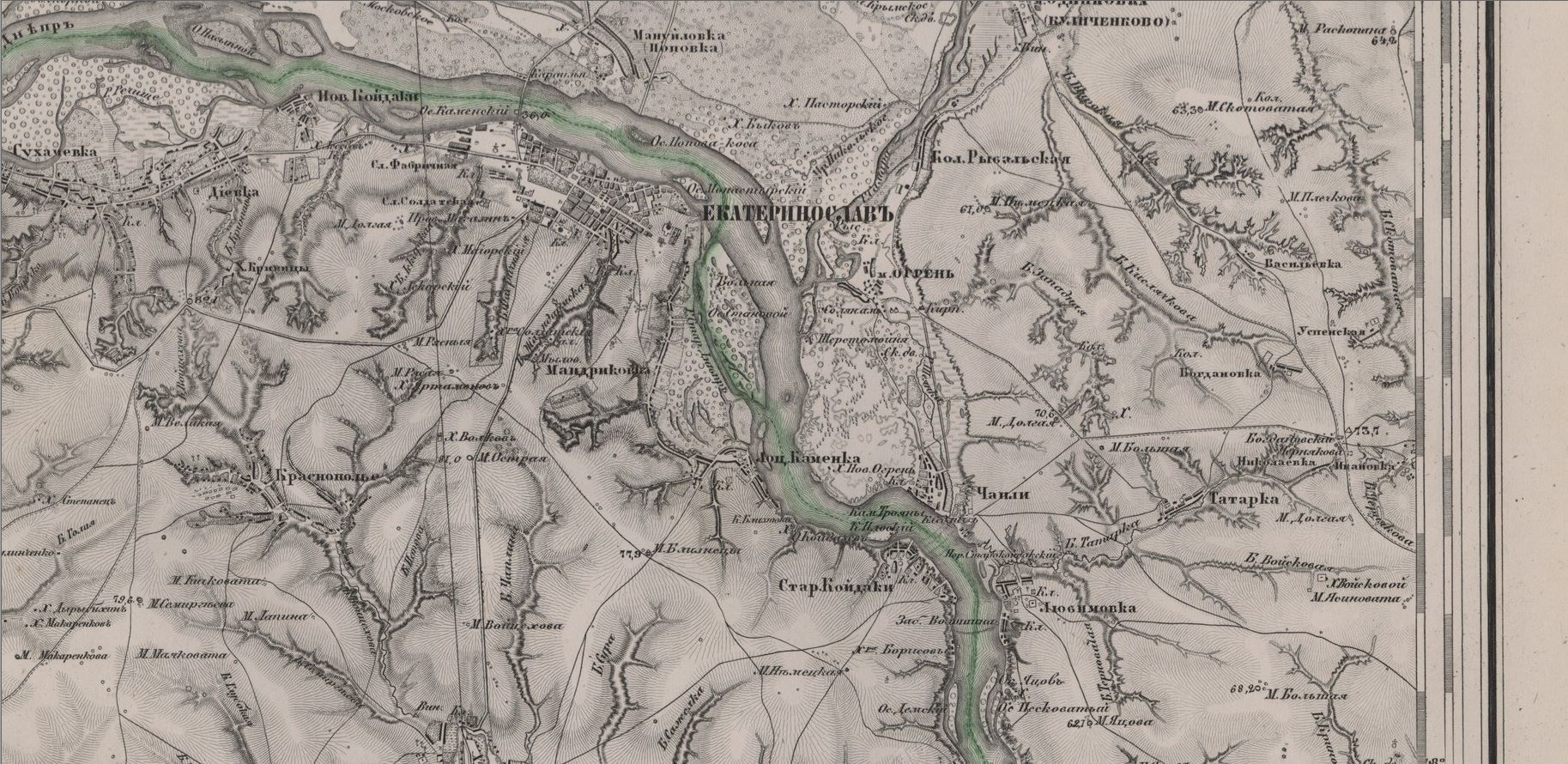
Фрагмент Военно-Топографической карты Екатеринославской губерніи 1861г. з околицями Єкатеринослава. Добра ілюстрація природної системи балок у цій зоні.